# Agathis microstachya
Agathis microstachya е вид растение от семейство Араукариеви (Araucariaceae). Видът е почти застрашен от изчезване.

## Разпространение
Разпространен е в Австралия.